# MRV Engenharia
MRV Engenharia er en brasiliansk boligbyggevirksomhed. Den blev etableret i 1979 af Mário Lúcio Pinheiro Menin, Rubens Menin Teixeira de Souza og Vega Engenharia Ltda. De har hovedkvarter i Belo Horizonte, Minas Gerais. Den primære aktionær er iværksætter Rubens Menin Teixeira de Souza. Årsomsætningen er på ca. 2 mia. US $.